# Batis minor
Batis minor là một loài chim trong họ Platysteiridae.